# František Strobach
František Strobach (německy Franz, 1760 nebo 1762, Praha – 31. ledna 1820 tamtéž) byl český hudebník, sólový zpěvák, umělecký vedoucí a pedagog.

## Život a činnost
Přesné datum jeho narození není známo, uvádí se rok 1760 nebo 1762. Narodil se v Praze jako syn významného pražského hudebníka Jana Josefa Strobacha (1731–1794). Františkova teta Jiřina Rozina Anna Strobachová (1758-1813), sestra jeho otce, byla vynikající sopranistka zpívala pražských chrámech. V roce 1779 vstoupila do benediktinského kláštera sv. Jiří na Pražském hradě.
František Strobach působil jako hudební ředitel Loretánské kaple na Hradčanech. Hudební ročenka Tonkunst Wien/Prag z roku 1796 se o něm zmiňuje jako „vynikajícím tenoristovi a celkově velmi talentovaném hudebníkovi“.
V letech 1796-1810 byl ředitelem lobkovické knížecí kapely a kolem roku 1809 byl také sólistou operních představení v Lobkovických divadlech na zámcích Roudnice nad Labem a Jezeří. Často vystupoval také v italských a německých operních divadlech Praze od listopadu 1807 pak pravděpodobně jen do roku 1808 účinkoval jako sólista ve Stavovském divadle, kde zpíval v Mozartových operách, mj. Leporella v Donu Giovannim, Dona Alfonsa v Così fan tutte, či Dr. Bartolo ve Figarově svatbě.
Po ukončení aktivní pěvecké kariéry byl v letech 1810-1816 zaměstnán na nově založené Pražské konservatoři, kde vyučoval zpěv a zastával pozici zástupce ředitele Bedřicha Diviše Webera. Angažoval se Působil také jako asistent pražského Ústavu pro zaopatření vdov a sirotků hudebníků (Tonkünstler-Witwen- und Waisen-Versorgungsanstalt).
František Strobach zemřel 31. ledna 1820 v Praze.